# Lavon (Teksas)
Lavon je grad u američkoj saveznoj državi Teksas. Prema popisu stanovništva iz 2010. u njemu je živjelo 2.219 stanovnika.